# Draculo celetus
Draculo celetus är en fiskart som först beskrevs av Smith, 1963.  Draculo celetus ingår i släktet Draculo och familjen sjökocksfiskar. Inga underarter finns listade i Catalogue of Life.